# Les Danses polovtsiennes
Pour l'œuvre de Alexandre Borodine, voir Danses polovtsiennes.
Les Danses polovtsiennes sont un ballet en un acte de Michel Fokine, sur la musique des Danses polovtsiennes d'Alexandre Borodine, créé pour les Ballets russes en 1909. La première eut lieu le 18 mai 1909 au Théâtre du Châtelet à Paris. Les décors étaient de Nicolas Roerich et Adolph Bolm en était l'interprète principal.
Rompant avec le divertissement de ballet du XIXe siècle, Fokine utilise le corps de ballet comme un soliste, lui confiant une gestuelle spécifique à base de pas de caractère. L'interprétation de Bolm est mémorable et l'œuvre reste au répertoire des Ballets russes jusqu'en 1929.

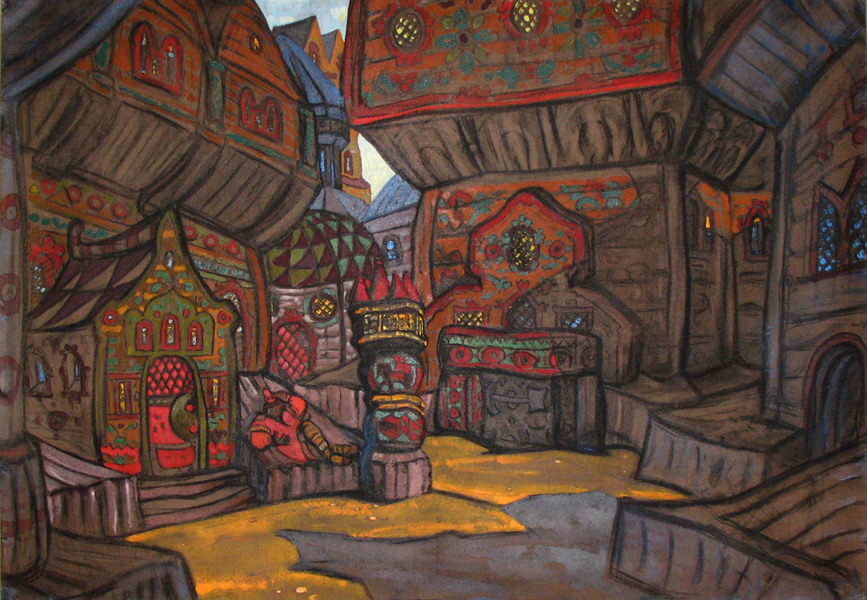
Nicolas Roerich. Projet de décor pour les danses polovtsiennes de 1909
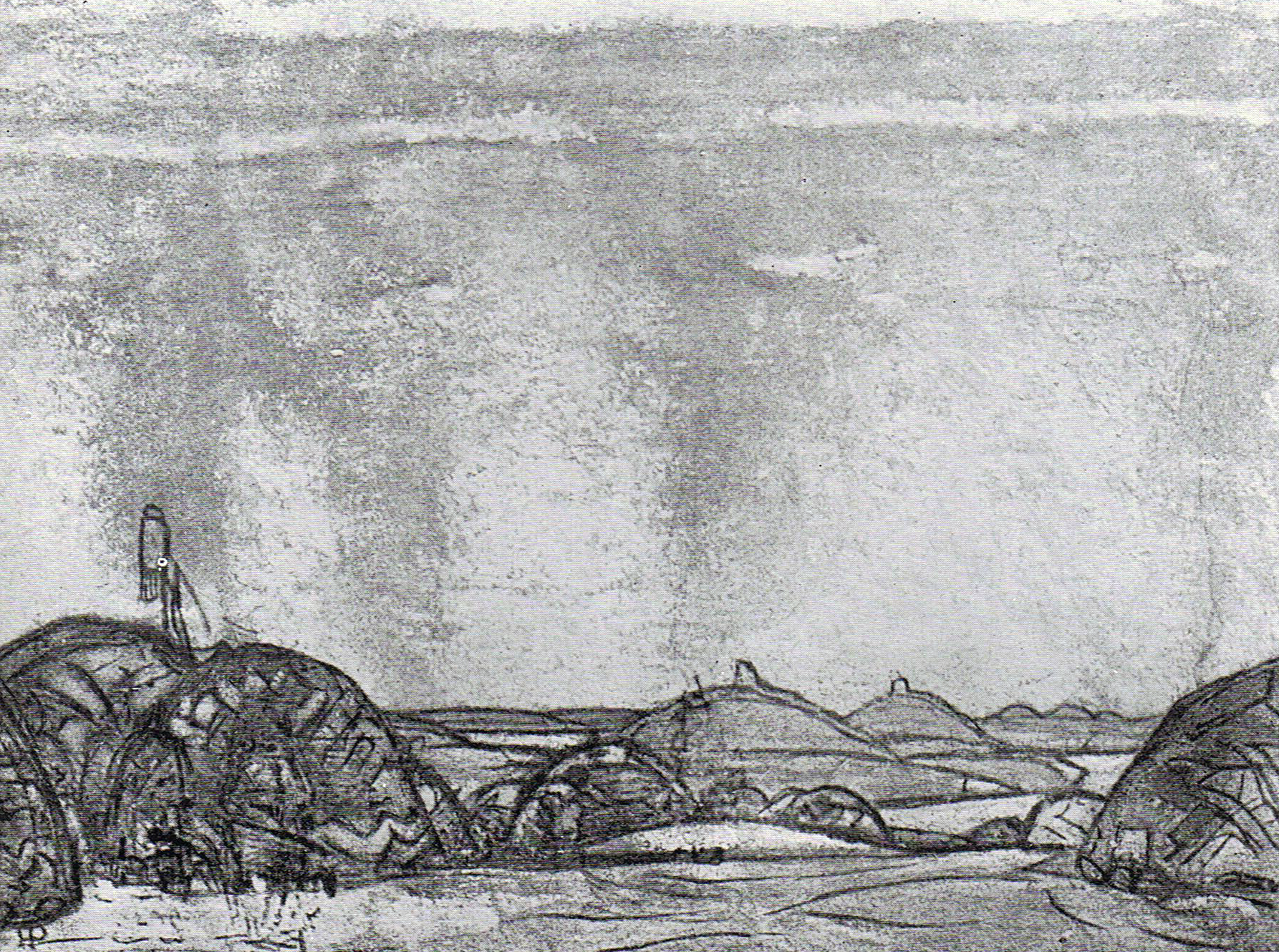
Nicolas Roerich. Projet de décor pour les danses  polovtsiennes de 1909
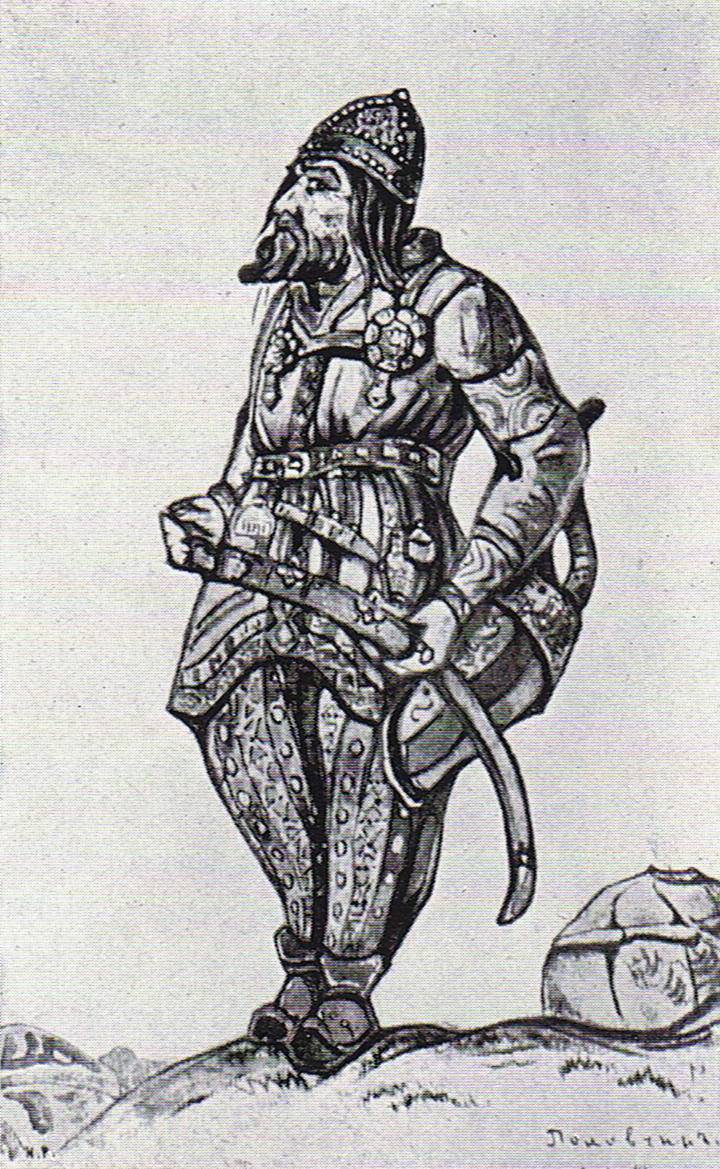
Nicolas Roerich. Projet de costume pour les danses polovtsiennes de 1909
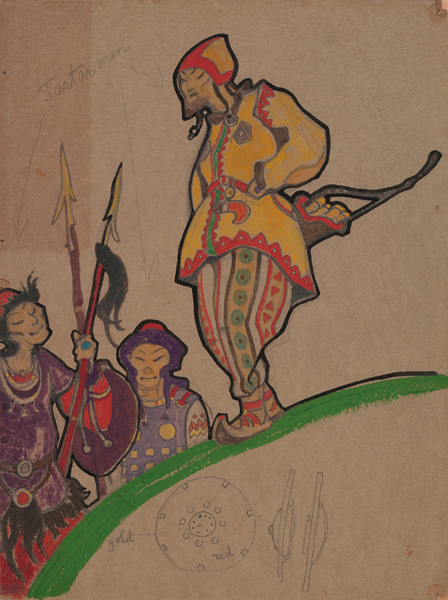
Nicolas Roerich.  Projet de costumes pour les danses polovtsiennes de 1909
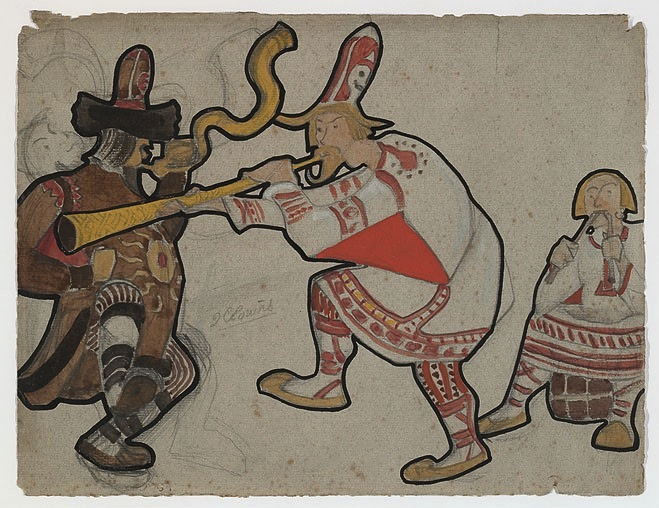
Nicolas Roerich.  Projet de costumes pour les danses polovtsiennes de 1909
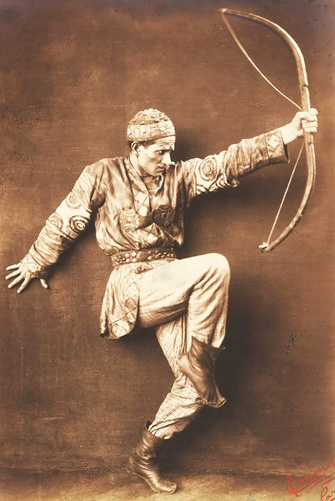
Adolph Bolm interprète des danses polovtsiennes photographié par Pierre Choumoff en 1909

## Autres versions
- 1930 : Kurt Jooss
- 1949 : Serge Lifar et Nicolas Zverev